# Garthius chaseni
Genre
Espèce
Synonymes
- Trimeresurus chaseni Smith, 1931
- Ovophis chaseni (Smith, 1931)

Statut de conservation UICN

 LC  : Préoccupation mineure
Garthius chaseni, unique représentant du genre Garthius, est une espèce de serpents de la famille des Viperidae.

## Répartition
Cette espèce est endémique de Bornéo. Elle se rencontre en Indonésie et en Malaisie.

## Description
L'holotype de Garthius chaseni, un mâle adulte, mesure 645 mm dont 45 mm pour la queue. Cette espèce a le dos brunâtre avec des taches irrégulières noirâtres. Sa face ventrale est jaunâtre poudré de gris. C'est un serpent venimeux.

## Étymologie
Le genre est nommé en l'honneur de Garth Underwood et l'espèce en l'honneur de Frederick Nutter Chasen.

## Publications originales
- Malhotra, & Thorpe, 2004 : A phylogeny of four mitochondrial gene regions suggests a revised taxonomy for Asian pitvipers (Trimeresurus and Ovophis). Molecular Phylogenetics and Evolution, vol. 32, n. 1, p. 83–100.
- Smith, 1931 : The herpetology of Mt. Kinabalu, North Borneo, 13455 ft. Bulletin of the Raffles Museum, Singapore, n. 5, p. 8-32 (texte intégral).